# Galahad (plaats)
Galahad is een plaats in de Canadese provincie Alberta. De plaats telt 134 inwoners (2006).